# Melvin Taylor
Pour les articles homonymes, voir Taylor.
Melvin Taylor (né le 13 mars 1959 à Jackson (Mississippi) est un guitariste de blues américain.

## Biographie
Né au Mississippi dans une famille musicienne, il déménage avec ses parents en 1962 à Chicago. Autodidacte, il commence la guitare à l'âge de 6 ans. Il joue tout d'abord dans un groupe de musique pop, the Transistors, avant de se tourner vers le blues. À partir des années 1980 il se produit régulièrement en Europe.

## Discographie
- 1982 : Blues on the Run[3]
- 1984 : Plays the Blues for You[4]
- 1995 : Melvin Taylor and the Slack Band
- 1997 : Dirty Pool
- 2000 : Bang That Bell
- 2002 : Rendezvous with the Blues
- 2010 : Beyond the Burning Guitar
- 2012 : Sweet Taste of Guitar
- 2013 : Taylor Made[5]